# Нинчэн
Нинчэ́н (кит. упр. 宁城, пиньинь Níngchéng) — уезд городского округа Чифэн автономного района Внутренняя Монголия (КНР).

## География

### Природные ресурсы
Уезд богат природными ресурсами и имеет красивые пейзажи. Здесь много рек, имеются горы, водохранилища, леса, богатая флора и фауна. Под защитой в заповеднике находятся такие животные, как барсы и беркуты. Из полезных ископаемых разведаны большие запасы угля, железа, молибдена, золота, флюорита и бентонита.

## История
Уезд был образован в 1933 году в составе провинции Жэхэ.
В 1948 году уезд был объединён с хошуном Харачин-Ци, однако в 1949 году уезд и хошун были вновь разделены.
В декабре 1955 года провинция Жэхэ была расформирована, и уезд вошёл в состав аймака Джу-Уд (昭乌达盟) Автономного района Внутренняя Монголия. В 1969 году он вместе с аймаком перешёл в состав провинции Ляонин, в 1979 году возвращён в состав Внутренней Монголии. В 1983 году аймак был преобразован в городской округ Чифэн.

## Административное деление
Уезд Нинчэн делится на 13 посёлков и 2 волости.

## Экономика
Нинчэн является крупным центром по производству наполнителей для кошачьих лотков, которые изготавливаются из местного бентонита. По состоянию на 2024 год в уезде насчитывалось 33 предприятия по производству наполнителей для кошачьих туалетов, их общий объем производства превысил 2 млн тонн. Продукция из Нинчэна экспортируется более чем в 100 стран и регионов мира.

### Туризм
Уезд имеет древнюю историю и культуру. Рекреационные ресурсы уезда включают горячие источники, температура горячей воды в которых достигает 96 градусов, что способствует лечению и профилактике заболеваний, а также отдыху, курортной деятельности и туризму.